# Вучко Игњатовић
Вучко Игњатовић (Ваљево, 1909 — Нова Варош, 26. јун 1942) је био артиљеријски капетан Југословенске војске, командант Пожешког четничког корпуса у Другом светском рату и један од првих официра који се „легализовао” код Владе народног спаса Милана Недића, уз помоћ потпуковника Милана Калабића.
Када се сазнало да је и након „легализације” наставио да активно помаже генерала Драгољуба Дражу Михаиловића и од њега прима наређења и инструкције, убијен је од стране припадника Српског добровољачког корпуса у Новој Вароши, 26. јуна 1942. године.

## Биографија
После завршене основне школе и гимназије, Вучко Игњатовић, определио се за војнички позив. Априлски рат 1941. године затекао га је у чину капетана војске Краљевине Југославије. Успео је да избегне немачко заробљавање и још у току лета 1941. године ставио се на располагању генералштабном пуковнику Драгољубу Михаиловића. До краја септембра 1941. године устаници су створили велику слободну територију у Србији. Немци су се из Ужица повукли без борбе, 21. септембра 1941. године препуштајући град четницима Косте Пећанца. Партизанске снаге преузимају Ужице 24. септембра 1941. године, протерујући недићевске снаге из већ слободног града и успостављају апсолутну совјетску власт. Немци су се повукли из Пожеге 23. септембра 1941. године, коју прво заузимају четници, али већ истог дана их протерују партизани, хапсећи команданта Пожешког четничког одреда.
Пуковник Драгољуб Михаиловић, да би зауставио даље ширење партизанске власти на слободној територији, крајем септембра 1941. године је за команданта Пожешког одреда поставио Игњатовића, официра који има одлучан став према комунистима за разлику од других четничких официра. Партизански Врховни штаб је у то време сугерисао да се избегава сукоб са четницима по сваку цену, па им је одобрен улазак у Пожегу. Убрзо после овог, капетан Игњатовић са својим четницима 4. октобра 1941. разбија у борби партизане и успева да поврати Пожегу. Ужички партизански одред покушао је против нападом да опет заузме Пожегу 6. октобра 1941. године, али их је капетан Игњатовић поново поразио. Настали спор је решен тако што су комунисти добили Ужице, док је четницима остала Пожега, мада је у оба места формално подељена власт, по споразуму Михаиловић—Тито из Струганика од 19. септембра 1941. године.
У наредном периоду у овом рејону је долазило до бројних мањих инцидената између партизана и четника, који су све више затезали већ и онако напете односе. Капетан Игњатовић је био гневан на комунисте, јер је њима припала фабрика оружја у Ужицу, снабдевање целог устаничког фронта против Немаца зависило је од испорука оружја и муниције од партизана. Немци су крајем септембра 1941. предузели велику против офанзиву на устаничку територију. Због мањка оружја и муниције на фронту, четници су се нашли у тешкој ситуацији, а односи између партизана и капетана Игњатовића у ужичком крају, која се налазила у дубуни слободне територије, достигли су врхунац. Средином октобра Немци су све више напредовали, из правца Шапца наступила је немачка 342. пешадијска дивизија, која је освојила од устаника Мачву и средње Подриње, а затим се упутила према Ваљеву да би разбила четничку опсаду у том граду и извукла немачке снаге из обруча. Вођа устаника, пуковник Драгољуб Михаиловић се тада налазио на првој линији фронта код Ваљева, а вођа партизана, Јосип Броз, у дубини слободне територије, у Ужицу. До капетана Игњатовића су тада стигле гласине да партизани извлаче своју главнину снага са фронта и измештају код Ужица.
Јосип Броз је био на челу комунистичке делегације (Броз, Милош Минић, Митар Бакић, Сретен Жујовић и Милада Рајтер) која се састала са пуковником Михаиловићем 26. октобра 1941. године у селу Брајићи. Састанак је био договорен ради тражења излаза из тешке ситуације изазване немачком противофанзивом и да би се решила позадинска питања. Током састанка расправљало се о бројним питањима, а једно, које је поставио Броз, било је питање капетана Игњатовића. Броз је изричито захтевао од Михаиловића да смени капетана Вучка Игњатовића. Михаиловић је овај захтев одбио, уз образложење да се он као четнички командант не меша у кадрирања код партизана. Броз је преноћио у Дражином штабу и ујутру 27. октобра кренуо са својом делегацијом натраг за Ужице, а најкраћи пут је водио кроз Пожегу. Броз се осећао потпуно сигурним јер је од Михаиловића добио часну официрску реч да ће му пролаз кроз Пожегу бити безбедан. Делегација је путовала аутомобилом, а пратећа јединица камионом.
Капетан Игњатовић је имао чврст и потпуно јасан став о комунистима, а то је, да је то паравојска којој основни циљ није борба против окупатора Земље, већ рушење постојећег државног уређења Краљевине Југославије и спровођење њихове бољшевичке револуције, и да свака сарадња са њима представља давање легитимитета тој паравојсци. Често је то говорио Дражи а и Броз је то врло добро знао и сматрао је (с правом) капетана Игњатовића за највећу опасност њему и његовом покрету.
У складу са тим својим непоколебљивим ставом капетан Игњатовић је био решен да коначно раскрсти са Брозом и читавим његовим руководством. Не знајући за Дражино обећање, наредио је да се минира мост на реци Скрапеж на излазу из Пожеге. Са обе стране прилаза мосту постављено је по једно митраљеско гнездо.
Када се делегација приближила мосту, јединица којом је командовао наредник Марковић, зауставила је колону и Марковић је пренео заповест команданта Пожеге, капетана Игњатовића да делегацију спроведе натраг у штаб Одреда. Колона се под пратњом окренула и вратила у центар града где је се налазио штаб Одреда и по наређењу команданта је затворена у у неколико помоћних објеката у дворишту Штаба.
Капетан Милош Глишић јавио је телефоном Дражи о догађају и намери Игњатовића да ликвидира делегацију. Дража је тражио Игњатовића на телефон и како је записано, до слова му рекао:
„Вучко ја сам том њиховом вођи својом официрском речју гарантовао безбедан пролаз а ти си официр и врло добро знаш шта значи реч Југословенског официра” Шта је тада могао да учини официр који од врховног команданта добије овакво наређење ? Невољно је наредио да се делегацији дозволи даље путовање, али не сматрајући их војском већ бандом, није изашао у двориште да их војнички поздрави !
Капетан Игњатовић је био страшно разочаран и никада није прежалио што је тада послушао Дражу а многи извори тврде да се и са Дража горко кајао због ове своје наредбе.

### Партизанско-четнички сукоб
Сутрадан, 28. октобра, Капетан Вучко Игњатовић је наредио да се заустави партизански воз који је из Ужица превозио муницију, захтевајући део, како је два дана раније договорено у Брајићима. Милан Благојевић је то одбио, након чега је заробљен и следеће ноћи стрељан.
Дана 9. октобра, ужички партизански одред напао је Рибашевински четнички одред у селу Каран, чиме је отпочела партизанска офанзива на Равну Гору. Увече 30. октобра, Пожешки Одред покушава да поврати село Каран али без успеха.
Према плану који је разрадио Игњатовић, Ужице је требало са свих страна да нападну Пожешки, Златиборски, Рачански и Ужички четнички одред. Међутим, партизани су сазнали за ове припреме, па су предузете мере да се напад одбије.
Током 2. новембра Пожешки Четнички Одред на челу са капетаном Игњатовићем покушава да противнападом потисне партизане према Ужицу, али сукобивши се са партизанском главнином, бива принуђен да се повуче ка Пожеги.
3. новембра партизанске снаге су кренуле у свеопшти напад на четнике и преузеле Пожегу.
Пожешки одред је управо тог дана очекивало испоруку оружја и муниције од британске авијације у Пожеги.
Наравно, очекивана помоћ није могла бити испоручена.
Средином новембра 1941. године, Немци заустављају напредовање, очекујући да се устаници у међусобној борби истроше. На препоруку Ђенерала Михаиловића Капетан Вучко Игњатовић одлучује да легализује свој Пожешки Четнички Одред као што је већ учинило неколико четничких одреда. Била је то наравно фиктивна сарадња, јер су сви ти одреди фактички остали под командом генерала Михаиловића. Ставља се под команду Милана Калабића, заповедника Горњоколубарске групе одреда генерала Милана Недића. Капетан Игњатовић је био радо прихваћен од генерала Недића јер је имао искуства у борбама са комунистима, али је и даље изазивао сумњу као бивши Дражин командант. Код Рудника у борбама против партизана капетан Игњатовић је био рањен.
Немци крајем новембра настављају акције против партизана и четника, под именом Операција Долина Западна Морава. Током ове ратне операције партизани су поражени и протерани у Босну.

### Легализација и смрт
По Михаиловићевом наређењу, Пожешки одред Игњатовића и Глишића се у новембру 1941. легализовао у оквиру снага Милана Недића.
Игњатовићев одред прелази у састав легализованих Санџачких четничких одреда мајора Милоша Глишића.
Почетком фебруара 1942. Игњатовићев одред је учествовао у офанзиви легализованих четника, италијанске дивизије Венеција и муслиманске милиције на Нову Варош после које су се партизани 6. фебруара 1942. повукли из града у правцу Златара.
Капетан Игњатовић се почетком 1942. године налазио са својим легализованим у Санџаку, на тромеђи Србије, Босне и Црне Горе, са седиштем у Новој Вароши. Фебруара
На том целокупном подручју снаге генерала Недића су поставиле јаку одбрамбену линију, штитећи Србију од упада муслимана, усташа и партизана.
У Штаб тада већ мајора Игњатовића, љотићевци су инфилтрирали неколико својих највернијих људи (Радојко Ђурић и др.), ради утврђивања већ постојеће сумње да је Одред фактички још увек под командом генерала Михаиловића.
У околину Нове Вароши на планини Златар се током маја 1942. године пребацила Врховна Команда Југословенске војске у отаџбини на челу са генералом Михаиловићем, где је био смештен и Игњатовићев штаб. Мајор Игњатовић се од тада тајно старао о безбедности генерала Михаиловића, штитећи га истовремено од Немаца, недићеваца и љотићеваца, што најјасније доказује да је читава та „легализација” била тајни договор између Драже и Недића.
Љотићевцима и Гестапоу је то већ потпуно јасно и наређују најпре атентат на Дражу. Један љотићевски официр из Игњатовићевог штаба послао је преко сељака, који је био четнички курир, пакет за генерала Михаиловића, у коме је била постављена експлозивна направа. Четницима у Врховној команди је ова пошиљка била сумњива и са безбедне удаљености иницирали су експлозију. Због све већих немачких потера, Дража одлучује да се пребаци у Црну Гору. Пребацивање организује и лично прати мајор Вучко Игњатовић. Након овога, код Немаца није више било сумње. Командант СС трупа и полиције за Србију генерал Аугуст Мајснер издаје наређење за ликвидацију Игњатовића. Наређење је дато Милошу Масаловићу, другом човеку Збора.
Масаловић преко својих љотићевских веза преноси наређење до наведених притајених љотићеваца у Одреду, са задатком да се Игњатовић што хитније ликвидира. Водећи у тој групи је био Радојко Ђурић из села Вране код Ариља. Он организује групу (четворица) која, од окупатора добијено наређење извршава 26. јуна 1942. године у 15,00 часова. Наиме, они позивају команданта, наводно на телефон, (Игњатовић је становао тачно преко пута Штаба). Сачекују га са упереним машинкама. Видевши издају, Игњатовић извлачи пиштољ (тело мајора Игњатовића са отвореном футролом се види на фотографији која је након смрти направљена), али четири машинке су биле брже.
Посмртни остаци мајора Вучка Игњатовића су сутрадан након убиства превезени до његовог родног Ваљева и након двадесетчетворосатног бденија у Цркви Покрова Свете Богородице, на Видовдан, сахрањени са свим државним почастима, 29. јуна 1942. године у породичној гробници на Новом ваљевском гробљу.
Вучко је иза себе оставио двоје деце: ћерку Веру (1939). и сина Вучка (1942).

## Галерија
- Веридба са супругом Радмилом у Ваљеву
- Артиљеријски капетан Вучко Игњатовић
- Вучко Игњатовић (са шајкачом), новембра 1941. године